# S/S Suur-Saimaa (1907)
S/S Suur-Saimaa är ett finländskt ångfartyg, som byggdes av Paul Wahl & Co i Varkaus 1907. 
S/S Suur-Saimaa har alltid trafikerat Saimen.